# Hello Bédé
Pour les articles homonymes, voir Hello et Bédé.
Hello Bédé est un périodique belge de bande dessinée, paru de septembre 1989 à juin 1993(197 numéros)1 et édité par Le Lombard.
La précédente revue du Lombard, Tintin, avait cessé de paraître fin 1988. Le titre avait été repris par Yeti Presse pour un nouveau magazine, Tintin reporter.
Après l'arrêt de Tintin, le Lombard ne prévoit pas de relancer un hebdomadaire tout public. Constatant que la version néerlandophone de Tintin, Kuifje, continuait à se vendre autour de 60 000 exemplaires alors qu'elle contenait surtout des bandes créées en français, l'éditeur Rob Harren décide d'en ressortir en kiosque une version française, sous le nom Hello Bédé, à partir de septembre 1989. L'objectif est d'atteindre les 200 000 exemplaires en Europe de l'Ouest, puis de se diversifier en Europe de l'Est. Cet objectif n'est pas atteint et l'hebdomadaire disparaît finalement en 1993.